# 豆を食べる農民の夫婦
『豆を食べる農民の夫婦』（まめをたべるのうみんのふうふ、独: Erbsen essendes Bauernpaar、英: Peasant Couple Eating Peas）は、17世紀フランスの巨匠ジョルジュ・ド・ラ・トゥールが画業のごく初期の1622-1625年ごろ、キャンバス上に油彩で制作した風俗画である。1970年にスイスのルガーノで、絵画は夫婦が対として2つに切断された状態で発見され、1975年にラ・トゥールの作品として発表された
。1635年のナンシーのコレクション目録には、『豆を食べる男とその妻』と記されている。作品は1976年以来、ベルリン絵画館に所蔵されている。

## 作品
ベルリン絵画館は、1928年以来、ラ・トゥールの『聖イレーネに介抱される聖セバスティアヌス』を所蔵していたが、パリのルーヴル美術館にある同主題作の複製であると見なされるようになった。本作は、そのような経緯の中で絵画館に購入された。「夜の情景」と「昼の情景」を描いたラ・トゥールの作品のうち、後者に属しており、画家の故郷であるロレーヌ地方の農民、乞食、辻音楽師など戦争、略奪、疫病などで貧困化した社会の下層の人々を描いた作品の1つである。
画面には2人の年老いた農民がほぼ等身大で、腰から上の半身像で表されている。彼らは柄の短いスプーンで茶色の陶器から豆を口に運んでいるが、黄色い豆の乏しい食事をするのをいったん中断したかのように鑑賞者の前に立っている。右側の男は前かがみで、頭部は肩の間に垂れており、その陰鬱な視線は自身の前の1点に向けられている。彼は痛風で変形している荒れた手で杖を握っている。女はスプーン一杯の豆を口に運んでいるが、口を開け、首筋を強張らせたまま、一時的に食べるのをさえぎられたかのようで、光が消え失せたような落ちくぼんだ目で鑑賞者を見つめている。斜めから差し込む、鋭く冷たい光が2人の皺だらけで日に焼けた肌と、硬く乾燥した顔を彫刻のように強調している。光は男の皺の1つ1つを際立させ、湿った下唇に反射している。また、彼の肩から下がっている布、女の頭巾とネッカチーフの上で白く輝いている。
イタリア・バロック期の巨匠カラヴァッジョの半身像の絵画と同様に、この絵画がどこに設定されているかは定かではない。ラ・トゥールは、1614年にイタリアからネーデルラントに帰郷したヘンドリック・テル・ブルッヘンか、アントウェルペンのヘラルト・セーヘルスの作品を通じてカラヴァッジョの作風を知ったのかもしれない。様式、主題、制作年代の点で、本作と最も関連性があるラ・トゥールの作品は、サン・フランシスコ美術館にある『老人』と『老女』、アルビ大聖堂由来の使徒連作、そしてロサンゼルスのJ・ポール・ゲティ美術館にある『辻音楽師の喧嘩』である。おそらく、本作は『辻音楽師たちの喧嘩』の後に描かれたものと思われる。
本作は制作されて後に、すぐ名高いものとなった。3点の複製が知られ、1点はロレーヌ歴史博物館に、ほかの2点はドイツとフランスの個人に所蔵されている。これら複製は、本作が特に下辺のところで約10センチ切断されたことを示している。

## ギャラリー

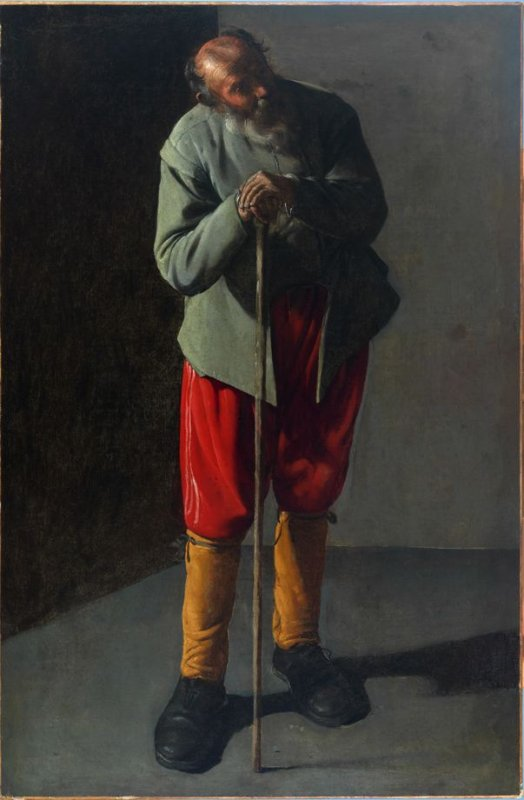
ジョルジュ・ド・ラ・トゥール『老人』 (1618-1619年ごろ)、サン・フランシスコ美術館（英語版）
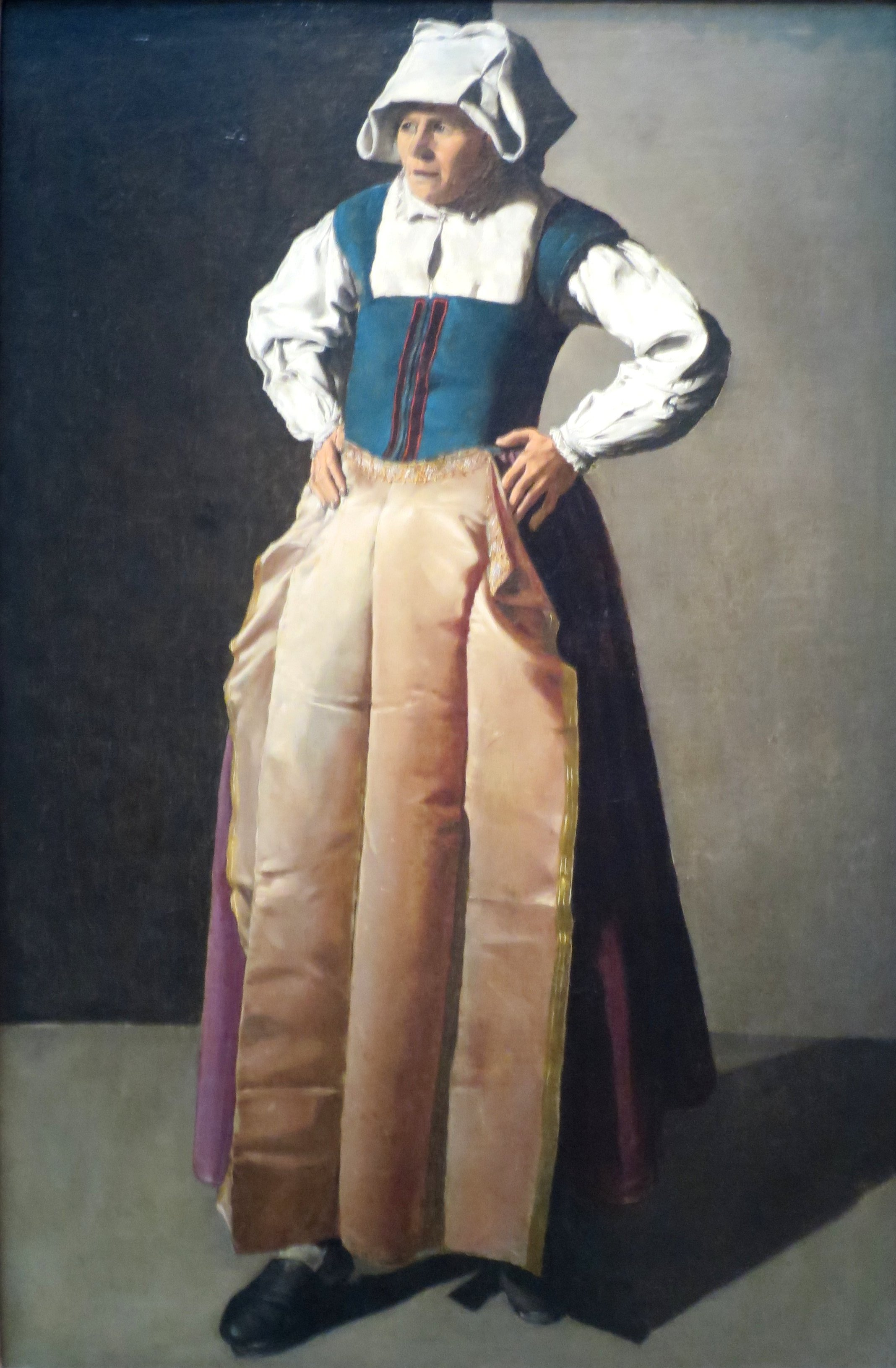
ジョルジュ・ド・ラ・トゥール『老女』 (1618-1619年ごろ)、サン・フランシスコ美術館
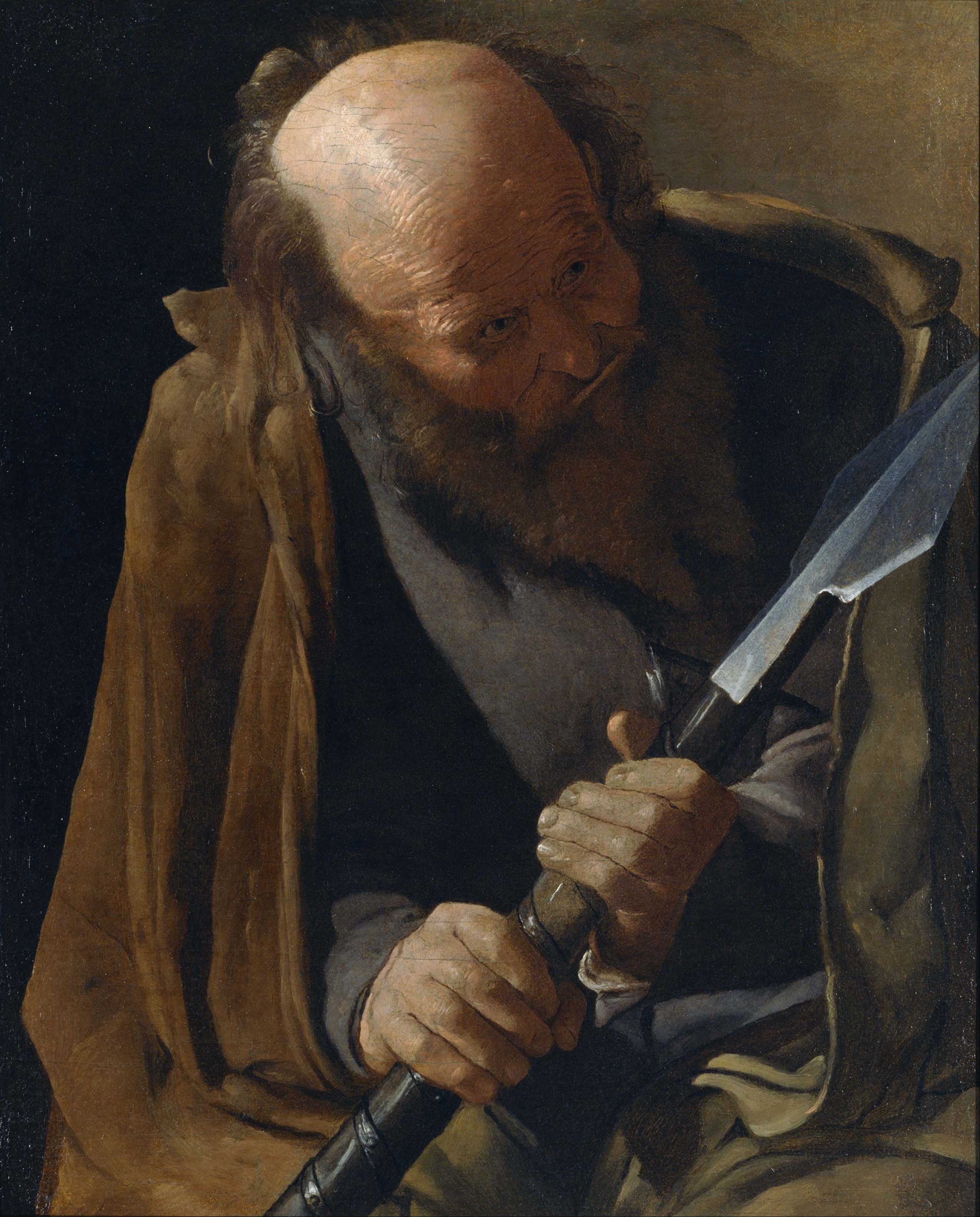
ジョルジュ・ド・ラ・トゥール『聖トマス』 (17世紀)、国立西洋美術館、東京 (アルビ大聖堂（英語版）由来の使徒連作の1点)
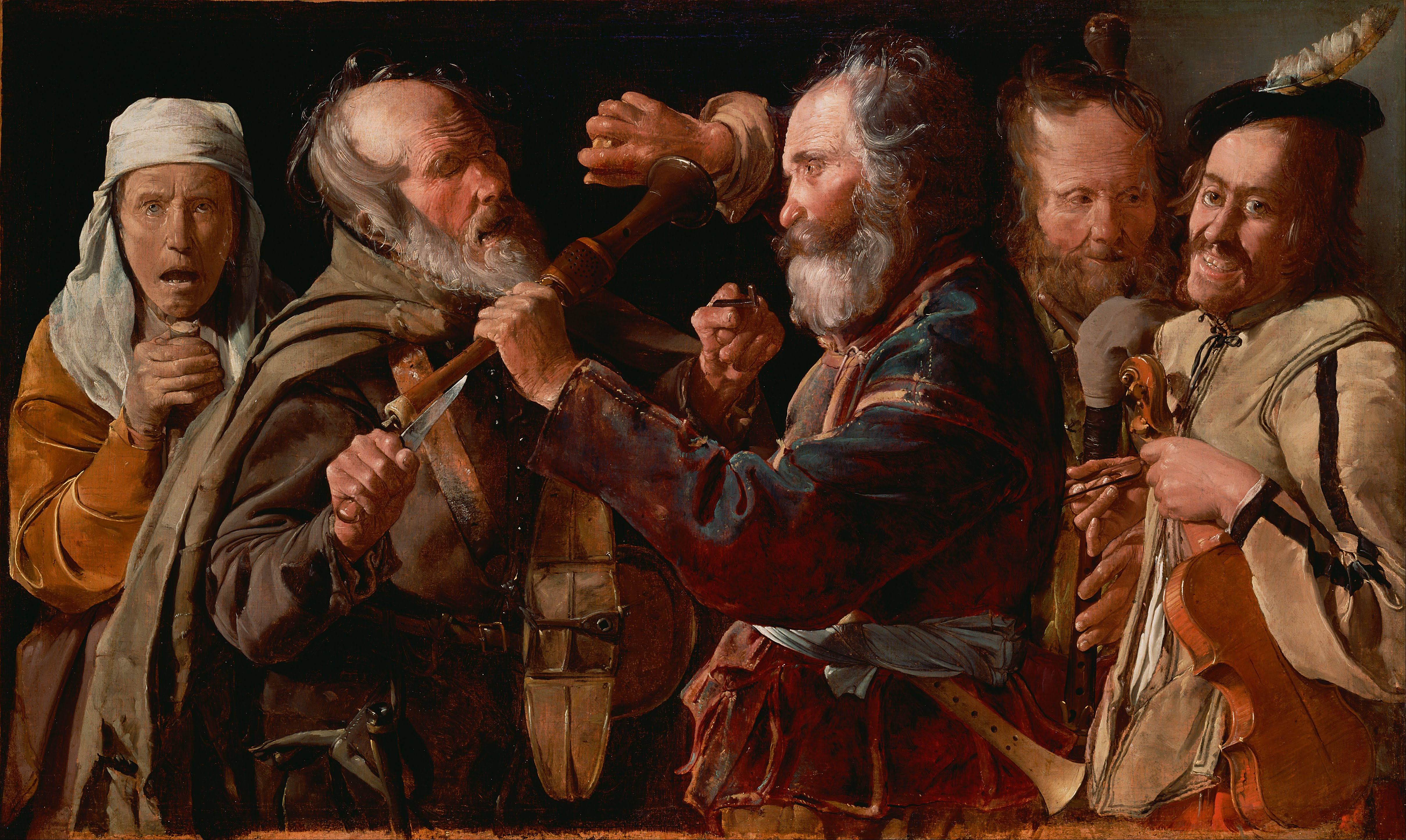
『辻音楽師の喧嘩』 (1621-1623年)、J・ポール・ゲティ美術館、ロサンゼルス